# Agência de assistência
Uma agência de assistência, também conhecida como caridade de desenvolvimento, é uma organização dedicada à distribuição de assistência. Existem muitas organizações de ajuda profissional, tanto intragovernamentais, por exemplo entre governos como doadores multilaterais e organizações voluntárias privadas, ou organizações não-governamentais. O Comité Internacional da Cruz Vermelha é a segunda organização humanitária mais antiga do mundo e é a única mandatada por tratado internacional para preservar as Convenções de Genebra. A Ordem Soberana de Malta, estabelecida em 1099 como a Ordem de São João de Jerusalém, tem uma tradição ininterrupta de mais de 900 anos de atividades hospitalares, continuando até aos dias de hoje. Mesmo na sua aparência moderna sob o direito internacional, foi reconhecida no Congresso de Verona de 1822 e tem sede, desde 1834, no Palazzo Malta, em Roma, décadas antes da Cruz Vermelha.
A assistência pode ser subdividida em duas categorias: ajuda humanitária (esforços de socorro de emergência, por exemplo, em resposta a desastres naturais) e ajuda ao desenvolvimento (ou ajuda externa), destinada a ajudar os países a alcançar um crescimento económico sustentável de longo prazo, com o objetivo de alcançar uma redução da pobreza. Algumas agências de assistência realizam os dois tipos de ajuda, enquanto outras se especializam numa só vertente.